# Ружена Курцова
Ружена Курцова (чеськ. Růžena Kurzová, уродж. Гьомова, чеськ. Hoehmová; 6 червня 1880, Прага — 20 грудня 1938, там же) — чеська піаністка і музичний педагог, дружина Вілема Курца.
Навчалася у Празі в Якоба Хольфельда, потім у свого майбутнього чоловіка. У 1898—1919 роках разом з чоловіком працювала у Львівській консерваторії, з 1917 року професор. У 1919—1928 роках викладала в Брно, в останнє десятиліття життя — у Празі. Найближча співробітниця і помічниця Вілема Курца, розширила і доповнила в 1930 році його книгу «Послідовність при навчанні фортепіанної гри» (чеськ. Postup při vyučování hře klavíru). Як педагог внесла значний внесок у творче формування Рудольфа Фіркушного, Гідеона Кляйна та Яна Ціккера.